# Виґодне
Виґодне (пол. Wygodne) — село в Польщі, у гміні Хинув Груєцького повіту Мазовецького воєводства.
Населення — 116 осіб (2011).
У 1975-1998 роках село належало до Радомського воєводства.

## Демографія
Демографічна структура станом на 31 березня 2011 року:
|          | Загалом | Допрацездатний вік | Працездатний вік | Постпрацездатний вік |
| -------- | ------- | ------------------ | ---------------- | -------------------- |
| Чоловіки | 58      | 10                 | 43               | 5                    |
| Жінки    | 58      | 13                 | 34               | 11                   |
| Разом    | 116     | 23                 | 77               | 16                   |